# Extensionismo moral
Extensionismo moral denomina uma abordagem filosófica ao problema do valor dos seres não-humanos na ética ambiental e animal que defende a extensão de valores éticos familiares a uma categoria maior de seres. Uma estratégia comum do extensionismo moral é discutir uma crença moral amplamente compartilhada e mostrar que ela implica uma categoria muito maior de seres além do humano. Essa abordagem acompanha frequentemente a defesa do sencientismo.
A estratégia extensionista é atribuida ao pensador da ética animal Peter Singer, em sua defesa da considerabilidade moral dos seres sencientes, à Tom Regan por sua defesa do valor moral de seres pertencentes à categoria que elabora de 'sujeitos de uma vida', e outros filósofos da ética ambiental como Steve F. Sapontzis, Mary Midgley e David DeGrazia.